# Norman Robert Campbell
Norman Robert Campbell (1880–1949) era un físic anglès i filòsof de la ciència.

## Biografia
Norman Robert Campbell va néixer el 1880. Va ser el fill de William Middleton Campbell, Governador del Banc d'Anglaterra. Va ser educat a l'Eton College i al Trinity College de Cambridge.

## Carrera
Va esdevenir un fellow de Cambridge el 1902. Allà va esdevenir ajudant de recerca al Laboratori de Cavendish, sota la direcció de J. J. Thomson. Va esdevenir un membre honorari en física a la Universitat de Leeds el 1913. Entre 1919 i 1944 va treballar com a personal de recerca a l'empresa General Elèctric a Londres.
El seu llibre de 1921 What is Science?, va ser escrit amb l'objectiu d'animar l'estudi de la ciència entre els estudiants de la Worker's Educational Association. Es tracta d'una introducció curta a la filosofia de la ciència explicat per a una audiència generalista.
Més endavant va publicar altres obres com Modern Electrical Theory (1907, amb ampliacions el 1921-23), The Principles of Electricity (1912) i An Account of the Principles of Measurement and Calculation (1928). El seu treball més important en el camp de la filosofia de la ciència fou Foundations of Science: The Philosophy of Theory and Experiment, publicat inicialment com a Physics: The Elements el 1919, amb una segona edició el 1957. En aquest llibre Campbell desenvolupa la seva tesi amb una anàlisi crítica de la ciència on descarta la filosofia, apropant-se a una recerca del significat de la paraula realitat i de la veritat, oposant la ciència a la metafísica.
Campbell va considerar que la funció fonamental d'una teoria científica era desenvolupar i explicar lleis, definides per les hipòtesis, l'observació i els experiments i verificables mitjançant l'experiència.